# Die Brücke bei Wiesen
Die Brücke bei Wiesen, auch Der Wies(e)ner Viadukt, ist der Titel eines spätexpressionistischen Gemäldes des deutschen Malers Ernst Ludwig Kirchner aus dem Jahr 1926, das den Wiesener Viadukt südlich von Davos Wiesen darstellt. Das Bild gehört heute zum Bestand des Kirchner Museums Davos.

## Beschreibung
Ausgeführt ist das Bild in der Technik Ölmalerei auf Leinwand. Es hat im quadratischen Format die Maße 120 × 120 cm.
Signiert ist es auf der Vorderseite unten rechts der Mitte; auf der Rückseite ist es mit „26“ datiert. Im Kirchner-Werkverzeichnis des US-amerikanischen Kunsthistorikers Donald E. Gordon trägt es die Nr. G 844.
Das Bild zeigt in seinem Zentrum den Eisenbahn-Viadukt der Rhätischen Bahn über den Fluss Landwasser bei Davos-Wiesen, ein bekanntes Bauwerk der alpinen Eisenbahnarchitektur. Das Bauwerk war im Jahre 1909 fertiggestellt worden, also zur Zeit der Entstehung des Gemäldes noch recht neu. Kirchner stellt die Ansicht des Viadukts von Süden dar. Im Vergleich zu Kirchners früheren Darstellungen von Bauwerken, die oftmals verzerrte Proportionen und Perspektiven zeigten, ist dieses Bild nah an der Realität. Kirchner beachtet in seiner Darstellung die Linienführung der Brücke und gibt präzise die parabelförmige Konstruktion des Hauptbogens und die halbkreisförmige Ausbildung der kleineren Bögen wieder. Die Farben des Bildes entsprechen nicht der Natur, sondern Kirchners künstlerischem Konzept.

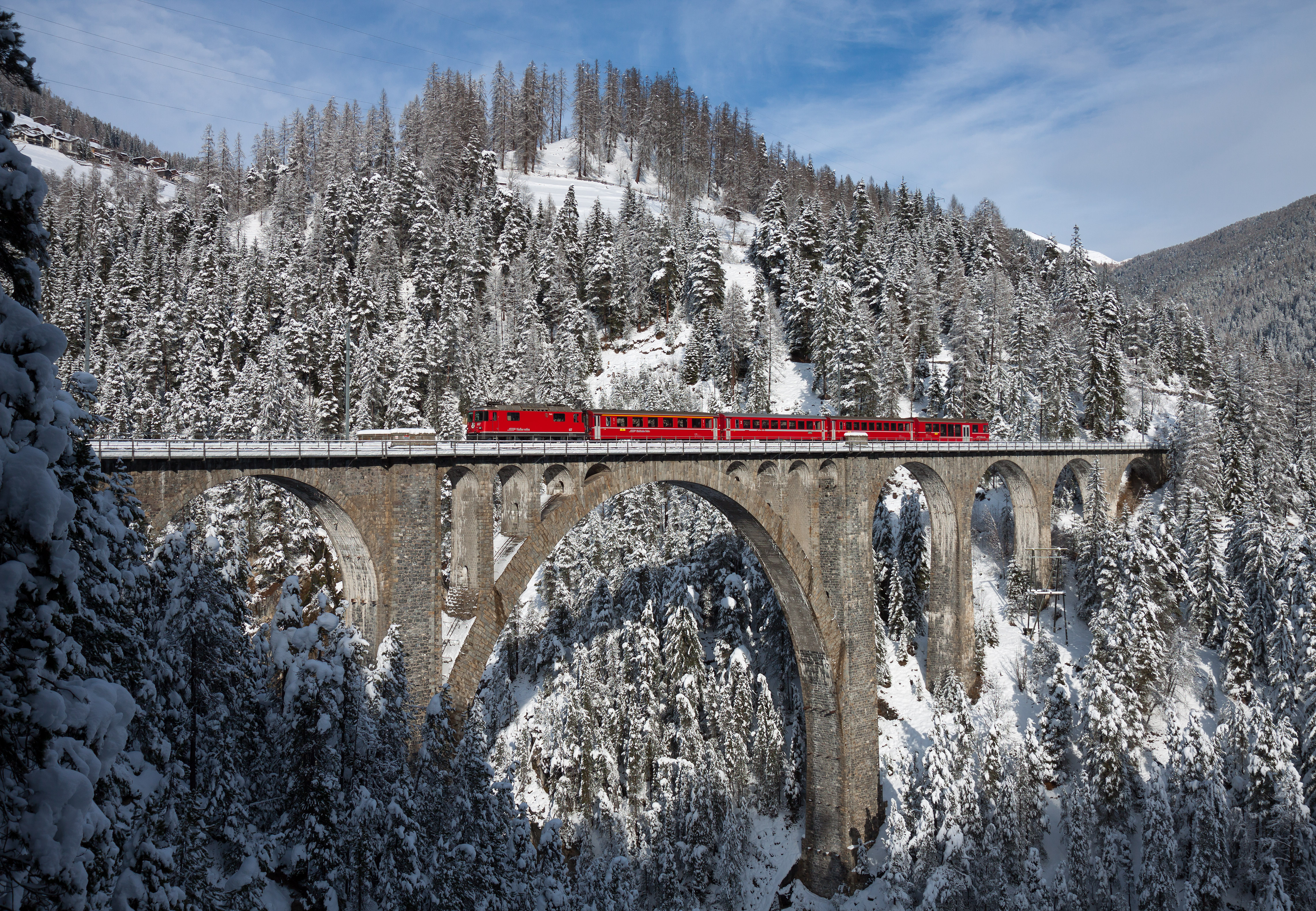
Der Wiesener Viadukt im Winter

Am linken Bildrand ist oberhalb der Brücke ein rot-weisses Eisenbahnsignal zu erkennen, eine so genannte hippsche Wendescheibe. Das Signal wurde auch nach seiner Stilllegung 1987 als Denkmal an dieser Stelle belassen, vielleicht weil es von Kirchner auf dem Bild verewigt worden war.
Während Kirchner, der auch ein Studium der Architektur abgeschlossen hatte, auf seinen Bildern zunächst die Landschaft und ihre „Architektur“ thematisierte, wurde im Laufe der Jahre zunehmend auch die Architektur in der Landschaft zum Bildinhalt, wofür das Gemälde „Die Brücke bei Wiesen“ ein typisches Beispiel darstellt.
In den Jahren 1925/1926 begann sich bei Kirchner ein stilistischer Bruch abzuzeichnen. Bei seinen Figurendarstellungen probierte er abstrakte Ansätze aus, wie sie in den 1920er Jahren überall in der Malerei entstanden, während er bei seinen Landschaften eine genaue Gegenständlichkeit ohne formale Experimente, wie die früher gemalten Verzerrungen, verfolgte.
Wie lange Kirchner an diesem Bild gearbeitet hat und wann er mit den Vorarbeiten dafür begann, ist nicht bekannt. Es ist jedoch eine Entwurfsskizze des Bildes erhalten, die Kirchner bereits ca. 1924 anfertigte. Diese Zeichnung wurde dem Kirchner Museum Davos aus einer Hamburger Privatsammlung durch Schenkung überlassen.

## Provenienz
Im Jahr 1933 erwarb die Gemeinde Davos auf Betreiben des kunstinteressierten Davoser Landammanns Erhard Branger (1881–1958) nach längeren Kaufverhandlungen trotz Widerständen in der Bevölkerung von Kirchner das Gemälde "Rathaus Davos Platz". Der Künstler gab der Gemeinde dabei nicht nur einen erheblichen Nachlass auf den ursprünglich angesetzten Kaufpreis, sondern schenkte der Gemeinde das Bild "Die Brücke bei Wiesen" als Zugabe. In einem Brief an den Grossen Landrat von Davos erläuterte Kirchner, warum er gerade dieses Bild als Zugabe aussuchte: 

„...und schenke dazu das Bild «Wiesener Viadukt», das dem Bilde «Davos-Platz» künstlerisch wie auch in der Grösse gleichwertig ist und zusammen mit dem ersten einen würdigen vornehmen Schmuck des Landammannzimmers bildet, ... Da die Wahl auf «Davos-Platz» fiel musste ich aus künstlerischen Gründen das Bild «Wiesener Viadukt» dazu schenken, wäre die Wahl auf den Bergfrühling gefallen, hätte ich ein anderes diesem gleichgrosses Bild gebracht und geschenkt. ...Die monumentale ruhige und vornehme Wirkung der beiden gleichgrossen Bilder auf der Wand des Landammannszimmers wird ja jeden davon überzeugen der sehen kann; ...“

Ab dem Sommer 1933 hing „Die Brücke bei Wiesen“ mit zwei weiteren Kirchner-Bildern in Brangers Dienstzimmer im Davoser Rathaus, bis dieser 1936 aus seinem Amt ausschied. Unklar ist der Verbleib des Bildes in den folgenden Jahrzehnten. In den 1960er Jahren war es öffentlich zugänglich und ungeschützt in den Räumen des Davoser Verkehrsvereins untergebracht. Ab dem Ende der 1960er Jahre wurde das Gemälde in zahlreichen Kunstmuseen in europäischen Städten und in den Vereinigten Staaten, dort beispielsweise in Boston, Seattle und Pasadena, ausgestellt. Der Versicherungswert des Bildes stieg im Laufe der Zeit stetig.
Im Jahr 1982 ging „Die Brücke bei Wiesen“ durch Schenkung in die Sammlung des Kirchner-Museums Davos über. Es gehört seither zu den regelmäßig ausgestellten Bildern.

## Ausstellungen (Auswahl)
- 1967 Kunsthalle Basel, Basel, Ausstellung „E. L. Kirchner und Rot-Blau“
- 1968/1969 Seattle Art Museum, Seattle
- 1975 Kunstmuseum Winterthur, Winterthur, Ausstellung „Expressionismus in der Schweiz“
- 1979/1980 Neue Nationalgalerie, Berlin; Haus der Kunst, München; Museum Ludwig in der damaligen Kunsthalle Köln und Kunsthaus Zürich (Katalog Nr. 367)
- 1989 Riehen, Berowergut
- 2003 Kunstmuseum Basel
- 2012 Fundación Mapfre, Madrid
- 2021 Germanisches Nationalmuseum Nürnberg, Ausstellung Europa auf Kur[7]